# Typhoon (lớp tàu ngầm)
Tàu ngầm Đề án 941 Akula (tiếng Nga: Проекта 941 Акула) là loại tàu ngầm hạt nhân mang tên lửa đạn đạo được triển khai bởi Liên Xô trong những năm 1980. Với trọng tải tối đa 26.000 tấn, cho đến nay, Đề án 941 là loại tàu ngầm lớn nhất từng được đóng. Với khả năng lặn suốt tháng mà không cần ngoi lên nhưng thủy thủ đoàn vẫn có thể sống tốt. Lý do để NATO gọi loại tàu ngầm này là lớp Typhoon " cuồng phong" (тайфун) không được rõ có thể do Leonid Brezhnev trong một bài diễn văn năm 1974 đã mô tả một loại tàu ngầm hạt nhân mới mang tên lửa đạn đạo là тайфун (Typhoon). Về cơ bản đây là loại tàu ngầm có thể di chuyển xa để có thể triển khai các tên lửa đạn đạo gần biên giới của kẻ thù nhưng các tên lửa mà loại tàu ngầm này mang lại có tầm bắn xa đủ để xem là đã triển khai mặc dù vẫn đang neo tại cảng.

## Mô tả và lịch sử
Tàu ngầm lớp Typhoon được phát triển từ dự án 941, trong tiếng Nga (Акула), lớp Akula, nghĩa là cá mập. Trong một khoảng thời gian lộn xộn với các loại tàu ngầm khác, Akula là tên được NATO dùng để chỉ các tàu ngầm tấn công của Nga thuộc dự án 971 Shchuka-B (Щука-Б). 
Tàu ngầm lớp Typhoon chạy ít ồn nhất, có nhiều tính năng diễn tập hơn các loại trước đây của Nga. Bên cạnh 20 tên lửa đạn đạo RSM-52 SLBMs, trang bị của Typhoon còn gồm: 6 ống phóng ngư lôi, hai cánh tay RPK-2 chứa tên lửa SS-N-15 hoặc ngư lôi Type 53, và bốn bệ phóng RPK-7 dùng để phóng tên lửa SS-N-16 hoặc ngư lôi Type 65 hoặc mìn. Typhoon còn có thể lặn sâu dưới nước tới 90 ngày trong điều kiện bình thường và có thể lặn được lâu hơn trong điều kiện cần thiết (ví dụ chiến tranh hạt nhân).
Nét nổi bật của Typhoon nằm ở áp lực thân tàu phức tạp bên trong được thiết kế đơn giản trong khi thân tàu rộng hơn nhiều so với những tàu ngầm bình thường. Phần chính yếu của thân tàu, ở lớp Delta áp lực thân tàu nằm song song với nhau và có áp lực thân nhỏ hơn đỉnh áp lực (xuất hiện ở chỗ lồi ngay dưới thân tàu), hai áp lực thân khác tại ống phóng ngư lôi và tại chỗ gá lắp thiết bị lái. Điều này cũng làm tăng khả năng sống sót - khi thân tàu bị thủng do đạn, thủy thủ đoàn có thể ở một nơi an toàn ít khả năng bị ngập nước.
Tổng cộng đã có 6 tàu ngầm lớp Typhoon được đóng, mỗi tàu mang 20 tên lửa R-39 missiles (SS-N-20) với tối đa 10 đầu đạn hạt nhân MIRV cho mỗi tên lửa. Lúc bắt đầu hoạt động những chiếc tàu ngầm này được chỉ định đánh số. Việc dùng tên để định danh cho những con tàu này được thực hiện bởi hải quân Nga, và cũng đã đề nghị hoặc dùng tên thành phố hoặc dùng tên công ty chế tạo. Cách xây dựng thêm vào thân tàu, ví dụ như số vỏ TK-210, cũng đã được huỷ bỏ và không bao giờ hoàn thành. Duy nhất, tàu đầu tiên của những chiếc tàu này, Dmitry Donskoi, vẫn còn hoạt động trong hải quân Nga, phục phụ cho các thử nghiệm bệ phóng tên lửa Bulava, loại tên lửa đang được phát triển hiện nay. Các tàu ngầm Arkhangelsk và Severstal (TK-20) đang ở tình trạng sẵn sàng hoạt động, mặc dù vậy hiện nay đã không còn hoạt động trong các hạm đội Nga. Tất cả các tên lửa R-39 cũng được cho nghỉ hưu. Các tàu ngầm lớp Typhoon sẽ dần được thay thế bằng lớp Borei, bắt đầu từ năm 2007.

## Các con tàu
| Hình | #                     | Đặt lườn            | Hạ thủy              | Hoạt động            | Hiện trạng |
| ---- | --------------------- | ------------------- | -------------------- | -------------------- | --- |
|      | TK-208 Dmitri Donskoi | 3 tháng 3 năm 1977  | 23 tháng 9 năm 1980  | 12 tháng 12 năm 1981 | Đang hoạt động |
|      | TK-202                | 1 tháng 10 năm 1980 | 26 tháng 4 năm 1982  | 28 tháng 12 năm 1983 | Ngưng hoạt động từ 1995, bị loại bỏ 2003-2005                                                                                |
|      | TK-12 Simbirsk        | 27 tháng 4 năm 1982 | 17 tháng 12 năm 1983 | 27 tháng 12 năm 1984 | Ngưng hoạt động từ 1996, hút cạn nhiên liệu, sẵn sàng bị loại bỏ 2006 (có lẽ đã bị bỏ- TK-12 hoặc TK-13 bị bỏ vào 2006-2008) |
|      | TK-13                 | 5 tháng 1 năm 1984  | 21 tháng 2 năm 1985  | 29 tháng 12 năm 1985 | Dự phòng, đang chờ được hiện đại hóa                                                                                         |
|      | TK-17 Arkhangelsk     | 24 tháng 2 năm 1985 | tháng 8 năm 1986     | 6 tháng 11 năm 1987  | Đang hoạt động. |
|      | TK-20 Severstal       | 6 tháng 1 năm 1987  | Tháng 6, 1988        | Tháng 9, 1989        | Đang hoạt động |
|      | TK-210                | Hủy bỏ              |                      |                      | |